# Клаудио Ланджес
Клаудио Ланджес на италиански: Claudio Langes е бивш пилот от Формула 1. Роден на 20 юли 1960 г. в Бреша, Италия.

## Формула 1
Клаудио Ланджес прави своя дебют във Формула 1 в Голямата награда на САЩ през 1990 г. В световния шампионат записва 14 състезания като не успява да спечели точки, състезава се за ЕуроБрун.